# Bajky a podpovídky
Bajky a podpovídky jsou sbírkou krátkých bajek a aforismů od Karla Čapka, které vycházely v Lidových novinách v letech 1925–1938. Kniha Bajky a podpovídky jako souborné vydání všech těchto fejetonů byla vydána až po Čapkově smrti, v roce 1946. Slovo „podpovídky“ v názvu knihy označuje skupinu fejetonů, jejichž rozsah je na pomezí krátké anekdoty a povídky.
Čapek v některých aforismech reagoval na aktuální politickou situaci, např. z roku 1938:
Smlouvy jsou k tomu, aby je plnili slabší.

…v zájmu míru zakročili se vší energií proti napadenému.
Pro věc míru není žádná cizí oběť dost veliká.
Není to tak zlé: Neprodali nás, vydali nás zadarmo.

## Vydání
- František Borový, 1946
- Československý spisovatel, 1961, 1970
- Levné knihy KMa, 2001